# Angela Eagle
Pour les articles homonymes, voir Eagle.
Angela Eagle, née le 17 février 1961 à Bridlington, est une femme politique britannique membre du Parti travailliste.

## Biographie

### Carrière politique
Députée de Wallasey depuis 1992, Angela Eagle intègre le gouvernement Gordon Brown en 2007. Retournée dans l'opposition, elle est leader fantôme de la Chambre des communes de 2011 à 2015 puis secrétaire d'État au Commerce, à l'Innovation et au Savoir-faire du cabinet fantôme à partir de cette année.
En juin 2016, elle annonce son intention de briguer le poste de chef de son parti, ce qui lui a fait perdre son poste de secrétaire d'État de l'ombre. Le 11 juillet 2016, elle présente sa candidature formelle pour la direction du Parti travailliste, contestant ainsi l'actuel chef Jeremy Corbyn qui est sous le coup de fortes critiques de bon nombre de députés du parti. Elle se retire de la course une semaine plus tard et se rallie à Owen Smith. 
Le 8 juillet 2024, elle est nommée ministre d’État à l'Immigration dans le gouvernement Starmer.

### Vie personnelle
Figure du militantisme pour les droits LGBT, elle est elle-même ouvertement lesbienne. Sa sœur jumelle, Maria Eagle est également députée travailliste.